# Istorija elektronike
Istorija elektronike je dugačka. Elektronika se definiše kao „nauka i tehnologija provođenja elektriciteta u vakuumu, gasu, ili poluprovodniku, i uređajima baziranim na tome“.
Elektronsko inženjerstvo kao profesija je proisteklo iz tehnoloških poboljšanja telegrafske industrije tokom kasnog 19. veka, i radio i telefonskih industrija ranog 20. veka. Moderna disciplina elektronskog inženjerstva je u velikoj meri nastala tokom razvoja telefonske, radio, i televizijske opreme i znatnog razvoja elektronskih sistema tokom Drugog svetskog rata, kao što su radar, sonar, komunikacioni sistemi, i napredni sistemi za praćenje i oružje. Između dva rata, oblast je bila poznata kao radio inženjerstvo. Reč elektronika je ušla u upotrebu tokom 1940-tih i u kasnim 1950-tim, termin elektronski inžinjering je počeo da se javlja.

## Kondenzator
U oktobru 1745. u Njemačkoj Evald Džordž fon Klajst je izumio kondenzator. Sastojao se iz tegle koja je bila napunjena vodom, i žice koja je kroz čep bila povezana sa vodom. Tegla je bila napravljena tako, da se držeći u jednoj ruci spoljašnji dio žice dovede u kontakt sa električnim uređajem. Ako se dodirne drugom rukom nastaje pražnjenje koji izaziva bolan šok. Današnja Lajdenska tegla je obložena aluminijumskom folijom, spolja i iznutra. Električni kontakt ostvaruje se sa štapom koji probije čep i spojen je lancem sa unutrašnjim slojem metala. Kompletno pražnjenje se događa kada su dvije aluminijumske folije povezane međusobno provodnikom. Njom su se mogli postići naponi i do 25000 V. Lajdenska tegla se često koristi u laboratorijama za demonstraciju i u eksperimentalne svrhe.
Bendžamin Frenklin je sistemom od dvije Lajdenske tegle ubijao ćurane, a jednom je skoro ubio i sebe. Inače je Frenklin otkrio fudamentalnu činjenicu da se umijesto tegle mogu koristiti metalne ploče razdvojene nekim izolatorom. Tako je Frenklin načinio prvi pločasti kondenzator.
- Pločasti kondenzator
- Elektrolitski kondenzator
- Keramički kondenzator

## Otpornik
Otis Bojklin je izumeo više od 25 elektronskih uređaja. Jedan od prvih njegovih pronalazaka je bio električni otpornik, koji je bio poboljšan za računare, radio aparata, televizore i asortiman drugih elektronskih uređaja. Drugi njegov značajan izum je promjenljivi otpornik, i otpornici male debljine za računare. Bojklinov najpoznatiji izum je kontrolna jedinica za vještačko srce, pejsmejker. Uređaj je u suštini koristio električne impulse da se održi normalan rad srca. Bojklin je umro od srčane insuficijencije u Čikagu.

## Dioda
Džon Ambroz Fleming je 1904. razvio kentron kasnije poznat kao dioda koja dozvoljava električnoj struji da teče samo u jednom pravcu. Li de Forest je 1906. postavio tzv. rešetku, treću elektrodu kojom je kontrolisao jačinu struje koja protiče između anode i katode. Ovaj uređaj je nazvao audion, a kasnije je postao poznat kao trioda. Ovu komponentu je upotrijebio da bi napravio pojačavač signala kod radio prijemnika i predajnika, što se može smatrati za prvi elektronski uređaj. Jedna od primjene dioda, jeste kod pravljenja Grecovog spoja, koji je u stvari puno talasni ispravljač.

## Tranzistori
Sredinom 1940. naučnici koji su radili za Belove laboratorije u Marej Hilu, Nju Džersi, bavili su se otkrivanjem novog uređaja, koji bi mogao da zamijeni upotrebu vakuumskih cijevi. Vakuumske cijevi su bile zamišljene kao riješenje za pojačanje signala, ili da služe kao komutacioni uređaji u elektronici. Problem je bio što su bile skupe, nepouzdane i zahtijevale su veliko održavanje.
Naučnici koji su odgovorni za izum tranzistora 1947. godine su: Džon Bardin, Volter Hauser Braten i Vilijam Šokli. Originalno ime patenta za transistor je bilo “poluprovodničko pojačalo”. Tri elektrode u kolu su bile napravljene od poluprovodničkih materijala. 1956. godine grupa je dobila Nobelovu nagradu za fiziku zbog pronalaska tranzistora. Godine 1977. Džon Bardin je nagrađen sa Predsjedničkom medaljom slobode.

## Operacioni pojačavač
Operacioni pojačavač ima veoma dugu istoriju. Prvi put se pojavio u obliku vakuum cijevi 1950. godine. Ovi pojačavači su bili teški i veoma skupi, tako da su nijesu bili pogodni za upotrebu. Zahtijevali su napajanje koje većina običnih ljudi nije mogla da obezbijedi. Pojačala su koštala oko 100 dolara, što je mnogo vrijednije nego današnjih 100 dolara.
Početkom 1960. godine se pojavljuje tranzistorska verzija operacionih pojačavača, a krajem 1960. se pojavljuju prva integrisana kola operacionog pojačavača na tržištu. Iako su se koristile različite tehnologije u različitim vremenima i iako su izgrađeni u različitim oblicima, pojačanja su im zajedničke karakteristike, koje će ih označiti operacionim pojačavačima.
Interesantno je napomenuti da je Robert Vidlar bio odgovoran za razvoj integrisanog kola operacionog pojačavača, u obliku koji je doveo do širokog prihvatanja. Danas zahvaljujući njemu postoje i mnoge druge vrste operacionih pojačavača. Operacioni pojačavač je vjerovatno najviše korišćeno analogno integrisano kolo.
 i  operacioni pojačavači
 (engl. Current-feedback operational amplifier) operacioni pojačavač je vrsta operacionog pojačavača čiji je invertujući ulaz osjetljiv na električnu struju, a ne na električni napon kao što je to slučaj sa konvencionalnim VFB operacionim pojačavačima. CFB je prvi put dizajniran od strane Davida Nelsona u Comlinear Corporation u Sjedinjenim Američkim Državama, i prvi je prodat 1982. godine kao hibridni operacioni pojačavač, oznake CLC103. Prvo CFB integrisano kolo je predstavljeno 1987. godine, konstruisao ga je Bil Gros. Ova kola se obično proizvode sa istim rasporedom pinova kao i VFB operacioni pojačavači, što omogućava da se ova dva tipa operacionih pojačavača mogu zamijeniti kada je to moguće. U jednostavnim šemama, kod linearnih pojačavača, CFB možemo zamijeniti VFB operacionim pojačavačem, bez prethodne modifikacije kola, ali u drugim slučajevima, kada kolo ima funkciju integratora, modifikacija je neophodna. CFB operacioni pojačavač se može koristiti i pri realizaciji diferencijalnog pojačavača sa 4 otpornika, ali je CMRR) u ovom slučaju nešto lošiji nego kod VFB-a. Što se tiče njihove cijene, prvi CFB operacioni pojačavači bili su jako skupi. Prvi komercijalni monolitski CFB operacioni pojačavač, oznake CLC400 prodat je za 16.50 $. Danas taj isti op možete imati za samo 0.5 $. Iznad svega CFB operacioni pojačavači danas nude mnogo raznovrsnih dizajna, sa različitim cijenama.

## Negativna povratna sprega
Pojam negativne povratne sprege je uveo Herold Blek (US patent 2,102,671, izdat 1937). Zanimljivo je to da mu je ta ideja pala na pamet dok je putovao prema mjestu gdje je radio, z Belovim laboratorijama 2. avgusta 1927. Herold Blek je radio na smanjenju izobličenja u repetitoru pojačavača koji se koristio za prenos telefonskog signala.
Harold je predao zahtjev za patentiranje svog izuma u američki patentni zavod U. S. Patent Ofis 8. avgusta 1928, gdje će i ostati i čekati na red više od devet godina da bi bio izdat. Blek je kasnije napisao: „Jedan od razloga zašto se toliko čekalo na izdavanje patenta za moj izum je taj što U. S. Patent Ofis nije verovao da će moj pronalazak uopšte funkcionisati“.

## Armstrongov oscilator
Armstrongov oscilator je nazvan je po Edvinu H. Armstrongu, koji ga je konstruisao. Koristi se kao lokalni oscilator u prijemnicima, kao izvor u signalnim generatorima i kao RF oscilator u rangu srednjih i visokih frekvencija. Spada u grupu oscilatora koji daju sinusoidalan signal.

## Hartli oscilator
Hartli oscilator je izmislio Ralf V.L Hartli dok je radio za istraživačku laboratoriju Vestern elektrik kompanije. Hartli je izumio i patentirao dizajn 1915. godine, dok je nadgledao Bel sistem transatlantskih radiotelefonskih testova.
Godine 1946. Hartli je dobio IRE Orden časti, za svoja rana istraživanja u oblasti oscilatornih kola, upotrebi triode, kao i za znanje i jasno izlaganje osnovnih odnosa između ukupne količine informacija koje mogu da se prenose preko prenosnog sistema, ograničenog propusnog opsega i vremena koje je potrebno za taj prenos.
- Originalna šema Hartlijevog oscilatora

## Kolpicov oscilator
Kolpicov oscilator je nazvan po svom pronalazaču Edvinu H. Kolpicu. Ovo je jedan od brojnih projekata za elektronska oscilatorna kola kod kojih se koristi kombinacija induktivnosti sa kapacitivnošću, za određivanje frekvencije, zbog čega se još i naziva LC oscilator. Ono po čemu se Kolpicovo kolo izdvaja jeste što je povratna informacija signala preuzeta iz naponskog dijelitelja, koji čine 2 kondenzatora vezana u seriju. Jedna od ključnih karakteristika ovog tipa oscilatora je njegova jednostavnost (potreban je samo jedan kalem). Kolpic dobija US patent 1624537 za ovo kolo.

## Vinov most
Vinov most oscilator je vrsta elektronskog oscilatora koji generiše sinusne talase. Može da generiše širok spektar frekvencija. Kolo se zasniva na električnoj šemi originalno razvijenoj od strane Maks Vina 1891. godine. Most se sastoji od četiri otpornika i dva kondenzatora. Bio je predviđen kao pozitivni, povratni sistem informacija u kombinaciji sa pojasnim filtrom. Vin nije imao sredstava, tako da nije realizovan.
Moderno kolo je napravljeno 1939. od strane Vilijama Hjulita sa Stenford univerziteta, direktora kompanije Hjulit zajedno sa saosnivačem kompanije Hjulit-Pakard, David Packardom. Njihov prvi proizvod je HP200A, precizni sinusni oscilator zasnovan na Vinovom mostu. 200A je bio jedan od prvih instrumenata koji je mogao da proizvede tako male distorzije.

## Kvarcni oscilatori
Piezoelektricitet je prvi otkrio Žak Pjer Kiri 1880. godine. Pol Langevin je prvi istražio kvarcni rezonator za upotrebu eho efekta tokom Prvog svijetskog rata. Prvi kristalom kontrolisani oscilator, koristeći kristal Rochelle soli napravljen je 1917, a patentiran 1918. godine od strane Aleksandra M. Nikolsona u Bel laboratorijama. Njegov pronalazak je osporio Volter Kadi. On je napravio prvi kvarcni kristalni oscilator 1921. godine. Drugi pioniri u istraživanju kvarcnog kristalnog oscilatora su G. Pirs i Luis Esen.
Kvarcni kristalni oscilatori su napravljeni za visoko stabilne frekfencijske reference, tokom 1920-tih i 1930-tih. Do 1926. kvarcni oscilatori su korišćeni za kontrolu frekfencije radio ćelije, i bili su popularni kod radio amatera.
Jedna od upotreba kvarcnog kristalnog oscilatora je kod satova. Iako je kristalni oscilatori i dalje koriste kvarcne kristale, sve je veći broj uređaja koji koriste neke druge materijale, kao što su keramički rezonatori.
- Xtal kolekcija
- Jednostavna PLL
- Коlo negativne otpornosti
- Hilofilter

## PLL kolo
Automatska sinhronizacija elektronskih oscilatora je krenula 1923. godine. Najranija istraživanja vezana za PLL petlju se javljaju 1932. godine, kada su Britanski istraživači razvili alternativu Edvin Armstrongovom superheterodinskom prijemniku, sa homodinskim ili prijemnikom direktne konvercije. Kod Homodinskih sistema, lokalni oscilator je bio podešen na željenu ulaznu frekvenciju, i pomnožen sa ulaznim signalom.
Rezultujući izlazni signal, zahtijeva originalnu modulaciju informacije. Namjera je bila da se razvije alternativno kolo prijemnika koji zahtijeva manje podešeno kolo nego superheterodinski prijemnik. Pošto lokalni oscilator brzo odgovara na promjenu frekvencije, automatska korekcija signala bi bila dodata oscilatoru, koji bi održavao istu fazu i frekvenciju koja bi odgovarala željenom signalu.
Tehnika je opisana 1932. godine u radu Henri de Bellesicize u francuskom listu L’Onde Électrique.

## Negativna otpornost
Prvo kolo negativne impedanse je napravio Džon G Linvil 1953. godine.

## Elektronski filtri
Najstariji oblici elektronskih filtara su analogni pasivni linearni filtri, konstruisani koristeći samo otpornike i kondenzatore ili samo otpornike i kalemove. Poznati su kao RC odnosno RL jednopolni filtri. Mnogo poznatiji LC filtri su egzistirali mnogo godina, i njihov rad je bio zadovoljavajući.
Hibridni filtri su takođe mogući, obično uključuje kombinaciju analognih pojačavača sa mehaničkim rezonatorom. Uz sve veću upotrebu digitalne obrade signala, digitalni aktivni filtri su postali uobičajni.

## Literatura
- Lauer, Henri; Brown, Harry Leonard (1919). Radio Engineering Principles. McGraw-Hill book comapny.

## Spoljašnje veze
- (IEEE)